# Ptychoptera pectinata
Ptychoptera pectinata är en tvåvingeart som beskrevs av Macquart 1834. Ptychoptera pectinata ingår i släktet Ptychoptera och familjen glansmyggor.
Artens utbredningsområde är Frankrike. Inga underarter finns listade i Catalogue of Life.